# Salso-tó
A Salso (olaszul Lago Salso) egy tó Olaszország Puglia régiójában, Foggia megyében, a Gargano Nemzeti Park területén. Az 541 hektár kiterjedésű tó vízutánpótlását vízalatti források és a Cervaro folyó biztosítja. A környező mocsaras vidékkel együtt jelentős ornitológiai rezervátum. Az itt élő madárfajok közül megemlítendő a kis kócsag, bakcsó, üstökösgém és batla.